# Van Haeften (II)

Geslachtswapen (1844)

Van Haeften (ook: De Craen van Haeften) is een uit Deil afkomstig geslacht waarvan leden sinds 1844 tot de Nederlandse adel behoren.

## Geschiedenis
De stamreeks begint met Jan Willems die in 1531 schepen in de hoge bank van Deil was, later dijkheemraad van Tielerwaard. Zijn zoon en kleinzoon waren eveneens schepen in die bank. Bij Koninklijk Besluit van 6 september 1844 werd mr. Adriaan van Haeften (1793-1848) verheven in de Nederlandse adel, met clausule van erkenning als hij zou kunnen aantonen dat hij afstamde van het oud-adellijk geslacht Van Haeften.
Bij KB van 18 maart 1919 verkreeg jhr. Johan Cornelius Adrianus van Haeften (1875-1954) naamswijziging tot De Craen van Haeften, een naam die door voorvaderen in de 16e tot de 18e eeuw eveneens gevoerd werd.
In 1994 waren er nog 12 mannelijke telgen in leven, de laatste geboren in 1991. De chef de famille en zijn drie zonen waren in 1994 gevestigd in België.

## Enkele telgen
Jhr. mr. Adriaan van Haeften (1766-1848), schout en secretaris, maarschalk van Montfoort, notaris en belastingontvanger
- Jhr. Adriaan van Haeften (1800-1860), belastingontvanger, gemeenteraadslid van Nieuwer-Amstel
  - Jhr. Cornelis Gualtherus van Haeften (1828-1892), firmalid te Soerabaja
    - Jhr. Adriaan van Haeften (1868-1909)
      - Jhr. Cornelis Gualtherus van Haeften (1900-1970)
        - Jhr. Adriaan Cornelis van Haeften (1928-2010), verkeersleider Nederlandse Spoorwegen
          - Jhr. Gualtherus Alexander van Haeften (1960), makelaar onroerend goed te Keerbergen en chef de famille
            - Jhr. Jonathan Adriaan Cornelis van Haeften (1987), vermoedelijke opvolger als chef de famille

  - Jkvr. Jacoba Johanna van Haeften (1830-1913); trouwde in 1856 met jhr. mr. Pieter Benjamin Johan Vegelin van Claerbergen (1808-1879), grietman van Haskerland, lid van de provinciale en gedeputeerde staten van Friesland, lid van de Tweede Kamer der Staten-Generaal
  - Jhr. Johan Cornelis Adrianus van Haeften (1835-1901), firmalid te Batavia
    - Jhr. Johan Cornelius Adrianus de Craen van Haeften (1875-1954), oprichter en directeur NV Biscuitfabriek Patria te Amsterdam; verkreeg in 1919 naamswijziging tot De Craen van Haeften
    - Jhr. Frans Izaak van Haeften (1876-1964), kapitein Scots Guards, vestigde zich in Groot-Brittannië
      - Jhr. John Francis Henry van Haeften (1909-1975), manager levensverzekeringsmaatschappij, kolonel in Britse dienst
        - Jhr. John Henry van Haeften (1952), directeur van de Londense kunsthandel Johnny van Haeften, medeoprichter van de kunstbeurs TEFAF